# Lukas Lindenmaier
Heinrich Lukas Lindenmaier (* 5. März 1946 in Basel; † 27. Februar 2014 in  Freiburg im Breisgau) war ein Schweizer Schlagzeuger der Jazz- und neuen Improvisationsmusik. Er setzte selbstkonstruierte Perkussionsinstrumente wie sein „Hubkaphon“ oder eine Kontrabass-Marimba ein.

## Leben und Wirken
Lindenmaier war als Schlagzeuger zunächst Autodidakt, absolvierte jedoch Workshops bei Jörn Schipper, Doug Hammond und Max Roach. Seit 1983 arbeitete er mit dem „Workshop Orchestra“ von John Tchicai, mit Muneer Abdul Fataah und vor allem mit Harald Kimmig und Uwe Martin bzw. Georg Wolf als „Kxutrio“, das auch mit Gästen wie Maggie Nicols oder Irène Schweizer auftrat. Er war 1986 Stipendiat der Kunststiftung Baden-Württemberg. 1987 gründete er mit Kimmig das F-Orkestra, das auch mit Buddy Collette und mit Peter Kowald als Gastsolisten wirkte.
In Formationen um Cecil Taylor trat er ab 1988 in Berlin und auf der documenta IX auf. Lindenmaier war Gründungsmitglied des „Freiburger Forums für improvisierte Musik“, komponierte und spielte Bühnenmusiken für das Freiburger Theater. 1994 trat er mit Tomasz Stańkos Rhythm Brass Four und mit Hartmut Geerken auf, am 21. März 2000 im Südwestrundfunk Freiburg „Von Röhren und Lamellen. Eine mykologisch-literarisch-musikalische Exkursion. Live-Elektronik & Performance“ (Rundfunkkonzert) mit Hartmut Geerken, Christine Engel und Frank Rühl (Die Pilzfreunde), 2001 mit dem Flötisten Nils Gerold beim „Festival Improvisationen“ in Bremen. Mit seiner Sunday Afternoon Jazz Society spielte er 2006 auf dem Gipfel du Jazz. Ab 2007 spielte er Schlagzeug bei der Freiburger Jazzgruppe La Mouche Qui Pète.

## Diskographische Hinweise
- Kxutrio: Riff-ifi (Sound aspects, 1988), mit Harald Kimmig, Uwe Martin
- Cecil Taylor Legba Crossing (FMP 1988)[2]
- Stauss/Chaine/Lindenmaier: Open (XOPF 1993)
- Die Pilzfreunde Excursion (hybridmusic cd16,1998) mit Christine Engel, Frank Rühl
- The F-Orkestra Compositions (Nur/Nicht/Nur 2004, mit Bruno Waltersbacher, Frank Goos, Harald Kimmig, Hartmut Nold, Hennes Volmer, Johannes Frisch, Karin Stock, Klaus-Peter Hirt, Marc Stutz-Boukouya, Marko Hefele, Reinhart Hammerschmidt, Max Zentawer, Roland Bongards, Sabine Meehan, Thomas Schoch, Carl Ludwig Hübsch)